# Phaeochroops hisaeae
Phaeochroops hisaeae är en skalbaggsart som beskrevs av Yoshiaki Nishikawa 1989. Phaeochroops hisaeae ingår i släktet Phaeochroops och familjen Hybosoridae. Inga underarter finns listade i Catalogue of Life.